# Linaceae
Биљке фамилије ланова (Linaceae) су углавном зељасте, ретко жбунови (род Tirpitzia), код којих су листови наизменично или наспрамно распоређени, прости, цели. Залисци су углавном мали и неугледни, понекад редуковани до жлезди или чак недостају. Цвасти су у основи цимозне (гроздасте). Цветови су мали до средње величине, хермафродитни (бисексуални, косексуални), актиноморфни, петомери (четворомери код рода Radiola) - чашичних листића је 5, који су слободни или фузионисани при основи, конволутних слободних круничних листића је 5. Прашника је 5, срасли су основама, поседују мали нектарозни диск ван филамента или на унутрашњој основи круничних листића. Гинецеум је натцветни, 3-5 оплодних листића (карпела) је срасло у јединствен плодник, са по две овуле по карпели, плацентација је аксиларна. Стубићи су слободни или основама срасли, жиг је главичаст. Плод је типично чахура која пуца по септама (септицидална капсула). Основни број хромозома је х=6-13.
Фамилија има десетак родова и око 300 врста распрострањених у умереним и суптропским регионима.
Дефиниција фамилије се код неких аутора разликује, јер укључују и фамилију Hugoniaceae као део Linaceae (APG II, што је прихваћено и овде) - тада би се фамилија Linaceae делила у две потфамилије (Linoideae, Hugonioideae). Ове две фамилије/потфамилије су јасно морфолошки различите, али су генетички сличне. Тахтаџан (1997) дели фамилију Linaceae (овде потфамилија Linoideae) у два трибуса - Lineae (DC. ex Gray) Kitt. и Anisadenieae.